# Rhyacichthyidae
A Rhyacichthyidae  a sugarasúszójú halak (Actinopterygii) osztályához és a sügéralakúak (Perciformes) rendjéhez tartozó család.

## Rendszerezés
A családba az alábbi nemek és fajok tartoznak:
- Protogobius
  - Protogobius attiti
- Rhyacichthys
  - Rhyacichthys aspro
  - Rhyacichthys guilberti